# Radenice
Radenice (deutsch Radenitz) ist eine Gemeinde in Tschechien. Sie liegt neun Kilometer nordöstlich von Velké Meziříčí und gehört zum Okres Žďár nad Sázavou.

## Geographie
Radenice befindet sich in der zur Böhmisch-Mährischen Höhe gehörigen Křižanovská vrchovina (Krischanauer Bergland). Das Dorf liegt linksseitig des Baches Luční potok. Nördlich erhebt sich der Buček (626 m) und im Südwesten der Holý vrch (Naniwaberg; 662 m). Gegen Osten erstreckt sich das Waldgebiet Radenický les (Radenitzer Wald) und im Süden der Šebeň (Schebenwald). Östlich des Dorfes führen die Eisenbahnstrecke von Brno und Velké Meziříčí nach Žďár nad Sázavou und die Staatsstraße 37 von Velká Bíteš nach Žďár nad Sázavou vorbei. Auf den Fluren der Gemeinde liegen sechs Teiche.
Nachbarorte sind Sklené nad Oslavou im Norden, Bobrůvka im Nordosten, Pikárec im Osten, Horní Libochová, Kundratice und Jívoví im Südosten, Dobrá Voda im Süden, Cyrilov im Südwesten, Bory im Westen sowie Těšíkův Mlýn im Nordwesten.

## Geschichte
Die erste urkundliche Erwähnung des zur Herrschaft Krisans gehörigen Dorfes erfolgte im Jahre 1483. Besitzer waren zu dieser Zeit die Herren von Pernstein. Vratislav von Pernstein musste 1560 wegen Überschuldung die Herrschaft an Zdenko Lhotský von Ptení verkaufen. Nach der Errichtung der Herrschaft Gutwasser gehörte ein Teil von Radenice im 17. Jahrhundert zu dieser. Als Eleonore Gräfin von Oppersdorff 1678 die Herrschaft Gutwasser aufkaufte und mit Krisans vereinigte, wurde das gesamte Dorf einem Grundherren untertänig. Dies blieb bis zur Mitte des 19. Jahrhunderts so. Pfarrort war Horní Bory.
Nach der Aufhebung der Patrimonialherrschaften bildete Radenice / Radenitz ab 1850 einen Ortsteil der Gemeinde Horní Bory im Bezirk Velké Meziříčí. 1887 entstand die politische Gemeinde Radenice.
Mit Beginn des Jahres 1961 wurde der Okres Velké Meziříčí aufgelöst und die Gemeinde dem Okres Žďár nad Sázavou zugeordnet.

## Ortsgliederung
Für die Gemeinde Radenice sind keine Ortsteile ausgewiesen.

## Sehenswürdigkeiten
- Kapelle des hl. Antonius, errichtet im 19. Jahrhundert